# 64 Aurigae
64 Aurigae, som är stjärnans Flamsteed-beteckning, är en ensam stjärna i den västra delen av stjärnbilden Kusken,. Den har en skenbar magnitud på ca 5,87 och är mycket svagt synlig för blotta ögat där ljusföroreningar ej förekommer. Baserat på parallax enligt Gaia Data Release 2 på ca 10,4 mas, beräknas den befinna sig på ett avstånd på ca 312 ljusår (ca 96 parsek) från solen. Den rör sig närmare solen med en heliocentrisk radialhastighet av ca -10 km/s och kan komma inom 167 ljusårs avstånd om ca 5,3 miljoner år. Den ingår i superhopen Sirius.

## Egenskaper
64 Aurigae är en blå till vit stjärna i huvudserien av spektralklass A5 Vn, där suffixnoten ’n’ anger att den har ”diffusa” linjer i dess spektrum till följd av snabb rotation. Den har en massa som är ca 1,7 solmassor, en radie som är ca 2,9 solradier och utsänder ca 27 gånger mera energi än solen från dess fotosfär vid en effektiv temperatur på ca 8 000 K.